# Harkat-ul-Jihad-al-Islami
Harkat-ul-Jihad-al-Islami (em árabe: حركة الجهاد الإسلامي, Ḥarkat al-Jihād al-Islāmiyah, que significa "Movimento da Jihad Islâmica", HuJI) é uma organização jihadista fundamentalista islâmica paquistanesa afiliada à Al-Qaeda, Talebã. Designado como grupo terrorista por algumas nações mais atuantes nos países do sul da Ásia do Paquistão, Bangladesh e Índia desde o início da década de 1990. Foi proibido em Bangladesh em 2005. O comandante operacional do HuJI, Ilyas Kashmiri, foi morto em um ataque de drone dos EUA no Vaziristão do Sul em 4 de junho de 2011. Ele estava ligado ao atentado a bomba de 13 de fevereiro de 2010 a uma padaria alemã em Pune. Uma declaração foi divulgada logo após o ataque que dizia ser da Caxemira; ameaçou outras cidades e grandes eventos esportivos na Índia. Um comandante talibã local chamado Shah Sahib foi nomeado sucessor da Caxemira.    

## História
O grupo (HuJI ou HJI) foi formado em 1984, durante a guerra soviético-afegã, por Fazlur Rehman Khalil e Qari Saifullah Akhtar. Khalil mais tarde se separou para formar seu próprio grupo, Harkat-ul-Ansar (HuA), que se tornou a organização militante mais temida da Caxemira. Este grupo mais tarde se reformularia como Harkat-ul-Mujahideen (HuM), quando  Harkat-ul-Ansar (HuA) foi banida pelos Estados Unidos em 1997. A Harkat-ul-Jihad-al-Islami primeiro limitou suas operações no Afeganistão para derrotar os comunistas, mas depois que os soviéticos recuaram, a organização exportou a jihad para o estado indiano de Jammu e Caxemira. A influência da organização expandiu-se para Bangladesh quando a unidade de Bangladesh foi estabelecida em 1992, com assistência direta de Osama bin Laden.   

## Ideologia
A organização, juntamente com outros grupos jihadistas, como Harkat-ul-Mujahideen, Jaish-e-Mohammed, Al-Qaeda e Lashkar-e-Taiba, tinham motivações e objetivos semelhantes. Harkat-ul-Jihad al-Islami e Harkat-ul-Mujahideen ambos foram fortemente apoiados pelo Talibã e, portanto, o grupo professou o Islã fundamentalista ao estilo do Talibã lei em áreas de maioria muçulmana. 

## Atividades em Bangladesh
Na década de 1990, o treinamento para esses recrutas foi dado nas áreas montanhosas de Chittagong e Cox's Bazar. Mais tarde, membros do grupo fizeram um atentado contra a vida de Shamsur Rahman, o poeta liberal em janeiro de 1999. O grupo reivindicou a responsabilidade pelos atentados de 2001 em Ramna Batamul, que mataram 10 pessoas. Um membro do esquadrão suicida deo grupo também morreu. Comprometido em estabelecer um governo islâmico, o grupo foi o principal suspeito de um esquema para assassinar o primeiro-ministro de Bangladesh Sheikh Hasina no ano de 2000. Em outubro de 2005, foi oficialmente proibido pelo governo de Bangladesh. O grupo foi condenado por grupos islâmicos como o Hefazat-e-Islam Bangladesh.      

## Atividades na Índia
O Governo da Índia declarou  o grupo ilegal e proibiu-o, tendo o classificado como uma organização terrorista. Em abril de 2006, a Força-Tarefa Especial da polícia na Índia descobriu uma trama de seis terroristas do grupo, incluindo o mentor por trás dos atentados de Varanasi em 2006, envolvendo a destruição de dois templos hindus na cidade indiana de Varanasi. Mapas de seus planos foram recuperados durante sua prisão. O grupo assumiu a responsabilidade pelas explosões no Tribunal Superior de Delhi, que custou a vida de 10 pessoas e feriu cerca de 60. Vikar Ahmed, membro de um grupo islâmico e ligado ao grupo, foi acusado de assassinar policiais em Hyderabad. Ele também é suspeito do atentado à bomba em Meca Masjid.   
Harkat-ul-Jihad al-Islami assumiu a responsabilidade pelo atentado de 2011 em Déli. No entanto, isso não foi confirmado pela Agência Nacional de Investigação. 14 pessoas morreram e 94 pessoas ficaram feridas na explosão da bomba. A polícia divulgou dois esboços dos suspeitos. Um vídeo em diversas língua foi divulgado, em que eles também fizeram ameaças para atingir outras cidades indianas.     

## Classificação como organização terrorista
Os países e organizações abaixo listaram oficialmente o Harkat-ul-Jihad al-Islami (HUJI) como uma organização terrorista:      
| País          | Data                |
| Reino Unido   | 14 Outubro de 2005  |
| Índia         | 29 Dezembro de 2004 |
| Bangladesh    | 17 de Outubro 2005  |
| Israel        | 2005                |
| Nova Zelândia | 15 Dezembro de 2010 |
| EUA           | 6 Agosto de 2010    |

Em 6 de agosto de 2010, as Nações Unidas designaram o Harakat-ul Jihad al-Islami como um grupo terrorista estrangeiro e colocaram na lista negra seu comandante Ilyas Kashmiri. O coordenador de contraterrorismo do Departamento de Estado, Daniel Benjamin, afirmou que as ações tomadas demonstraram a determinação da comunidade global em combater a ameaça do grupo. "As ligações entre o grupo e a Al-Qaeda são claras, e as designações de hoje transmitem a relação operacional entre essas organizações", disse Benjamin.  

## Ataques atribuídos ao Grupo[1][2][3][4]
| Date                   | Country                                         | Description |
| ---------------------- | ----------------------------------------------- | --- |
| 1999                   | Bangladesh                                      | Tentativa fracassada de assassinar o poeta humanista Shamsur Rahman |
| 2000                   | Bangladesh                                      | Alegado esquema fracassado para assassinar o primeiro-ministro de Bangladesh Sheikh Hasina                                                                                                |
| 14 de abril 2001       | Bangladesh                                      | Ataque de Pahela Baishakh em Ramna Batamul |
| 2003                   | India                                           | Papel no assassinato do ex-ministro do Interior de Gujarat Haren Pandya. |
| 2002 / Janeiro         | India                                           | Ataque terrorista perto do Centro Americano em Calcutá, executado em colaboração com o mafioso ligado a Dawood Aftab Ansari                                                               |
| 2004                   | Bangladesh                                      | Ataque em Dhaka com granada tentativa de assassinar Sheikh Hasina |
| 2005 / Junho           | India                                           | Bombardeio do Delhi-Patna Shramjeevi Express em Jaunpur |
| 2005                   | India                                           | Atentado suicida no quartel-general da Força-Tarefa Especial de Combate ao Terrorismo da Polícia de Andhra Pradesh. Um cidadão de Bangladesh, Mohatasin Bilal, havia realizado o atentado |
| Março de 2006          | Varanasi, Uttar Pradesh, Índia                  | Bombardeio do templo Sankat Mochan, que foi rastreado até as células do grupo em Bangladesh                                                                                               |
| 25 Agosto de 2007      | Hyderabad, Andhra Pradesh, Índia                | 25 de agosto de 2007 bombardeios em Hyderabad (suspeito, mas nenhuma evidência revelada no início de setembro)                                                                            |
| 13 Maio 2008           | Jaipur, Rajastão, India                         | 13 de maio de 2008 Atentados a bomba em Jaipur (suspeito; provas pendentes.) |
| 25 Julho de 2008       | Bangalore, Índia                                | 2008 explosões em série Bengaluru (suspeita; provas pendentes.) |
| 26 de julho de 2008    | Ahmadabad, Índia                                | 2008 explosões em série Ahmedabad (suspeita; provas pendentes.) |
| 13 de setembro de 2008 | Delhi, Índia                                    | 2008 explosões em série Delhi (suspeita; provas pendentes.) |
| 20 Setembro de 2008    | Islamabad, Paquistão                            | 2008 atentado ao Marriott Hotel (reivindicado; provas pendentes.) |
| 1 Outubro 2008         | Agartala, Tripura, India                        | Atentados de Agartala em 2008 (suspeita; provas pendentes.) |
| 30 Outubro 2008        | Guwahati, Barpeta, Kokrajhar, Bongaigaon, India | Atentados a bomba em Assam em 2008 (suspeita; provas pendentes.) |
| 13 Fevereiro 2010      | Pune, Índia                                     | Bombardeio de Pune em 2010 (suspeita de grupo) |
| 7 Setembro de 2011     | Nova Déli, Índia                                | Bombardeio de Delhi (reivindicado pelo grupo; provas pendentes.) |